# アブドゥル・ハジ・ヤハヤ
アブドゥル・ハジ・ヤハヤ（マレー語: Abdul Hadi Yahya、1985年3月6日 - ）は、マレーシアのサッカー選手。マレーシア代表。ポジションはFW。

## クラブ歴
セランゴールFAのプレジデンツカップチームに在籍し、2006年にトップチームに昇格した。その後、出場機会を求めてPKNS FCに移籍、更にセランゴールFAのライバルであるクアラルンプールFAに移籍した。これらの移籍は成功し、彼のポテンシャルを引き出し得点獲得に繋げた。2010-11シーズンには東海岸のTチームFCに移籍した。
2011年にはトレンガヌFAに移籍し、同年のピアラFAマレーシアの優勝、マレーシア・スーパーリーグでは20得点を獲得しケランタンFAに次ぐ2位となり、マレーシア有数のフォワードに名を連ねた。
2013シーズンにはペラFAに加入した。その後、古巣のセランゴールFAに復帰した。

## 代表歴
2011年のトレンガヌFAでの活躍により2011年6月3日の香港代表との親善試合の際に招集された。この試合で途中出場し、代表初出場を飾り、その6分後に初得点を決めた。

## 個人成績
代表での得点一覧
| #  | 日附         | 場所                                         | 対戦相手     | 得点 | 結果 | 大会                                   |
| -- | ------------ | -------------------------------------------- | ------------ | ---- | ---- | -------------------------------------- |
| 1. | 2011年6月3日 | 香港小西湾運動場                             | 香港         |      | 1-1  | 親善試合                               |
| 2. | 23 July 2011 | シンガポール・ジャラン・ベサール・スタジアム | シンガポール | 2-4  | 3-5  | 2014 FIFAワールドカップ・アジア2次予選 |

## タイトル

### クラブ
- ピアラFAマレーシア: 2011

### 個人
- マレーシア・スーパーリーグ得点王: 2011